# Scinax karenanneae
Espèce
Synonymes
- Hyla karenanneae Pyburn, 1993

Statut de conservation UICN

 LC  : Préoccupation mineure
Scinax karenanneae est une espèce d'amphibiens de la famille des Hylidae.

## Répartition
Cette espèce est endémique de Colombie. Elle se rencontre jusqu'à 170 m d'altitude dans les départements de Vaupés et d'Amazonas en Amazonie.

## Étymologie
Cette espèce est nommée en l'honneur de Karen Anne Pyburn, la fille du descripteur.

## Publication originale
- Pyburn, 1993 : A new species of dimorphic tree frog, genus Hyla (Amphibia: Anura: Hylidae), from the Vaupés river of Colombia. Proceedings of the Biological Society of Washington, vol. 106, no 1, p. 46-50 (texte intégral).